# 提姆·強森
提姆·強森（英語：Tim Johnson，1961年8月27日—）是美国电影导演、电影制片人和电视导演。他以執導梦工厂动画电影《蚁哥正传》、《辛巴達：七海傳奇》、《森林保衛戰》和《疯狂外星人》而闻名。
強森出生于芝加哥。他就读于西北大学，获得英国文学学士学位。他还制作了两部动画电影；两者都获得了里希特格兰特组织奖（Richter Grant Organization Awards）。 
毕业后，他成為自由动画师和导演两年。他于1985年在芝加哥的Post Effects工作时开始接触计算机动画。 后来，他于1988年加入Pacific Data Images ，两年后共同创立了工作室的角色动画组。 他还执导了第一部 CG Pillsbury Doughboy广告。
他凭借《蚁哥正传》和《森林保衛戰》获得两项安妮奖，凭借《森林保衛戰》获得观众奖，并凭借《辛普森一家》的“Treehouse of Horror VI”获得大奖。
在梦工厂动画公司期间，他还执导了《辛巴达：七海传奇》、《疯狂外星人》（改编自 The True Meaning of Smekday）和圣诞电视特辑《功夫熊猫感恩節特輯》，   并另外担任作为《驯龙高手》和《雪人之緣》之人的执行制片人。